# Huracán Isidoro
El Huracán Isidoro, fue la novena de doce tormentas denominadas y el segundo huracán de la temporada de huracanes en el Atlántico de 2002. Una de ocho tormentas denominadas formadas en septiembre, alcanzó la categoría 3 en la escala de huracanes de Saffir-Simpson y causó daños y algunos de esos en Jamaica, Cuba, México, y los Estados Unidos de América. Isidoro destaca por haber amenazado la costa norte del golfo de México como huracán de categoría 3, para luego tocarla como tormenta tropical moderada debido a un cambio en su ruta. 
El nombre de "Isidore" fue retirado de la lista de nombres de huracanes por la Organización Meteorológica Mundial en primavera del 2003, siendo sustituido por "Ike 2008]].

## Cronología de la tormenta

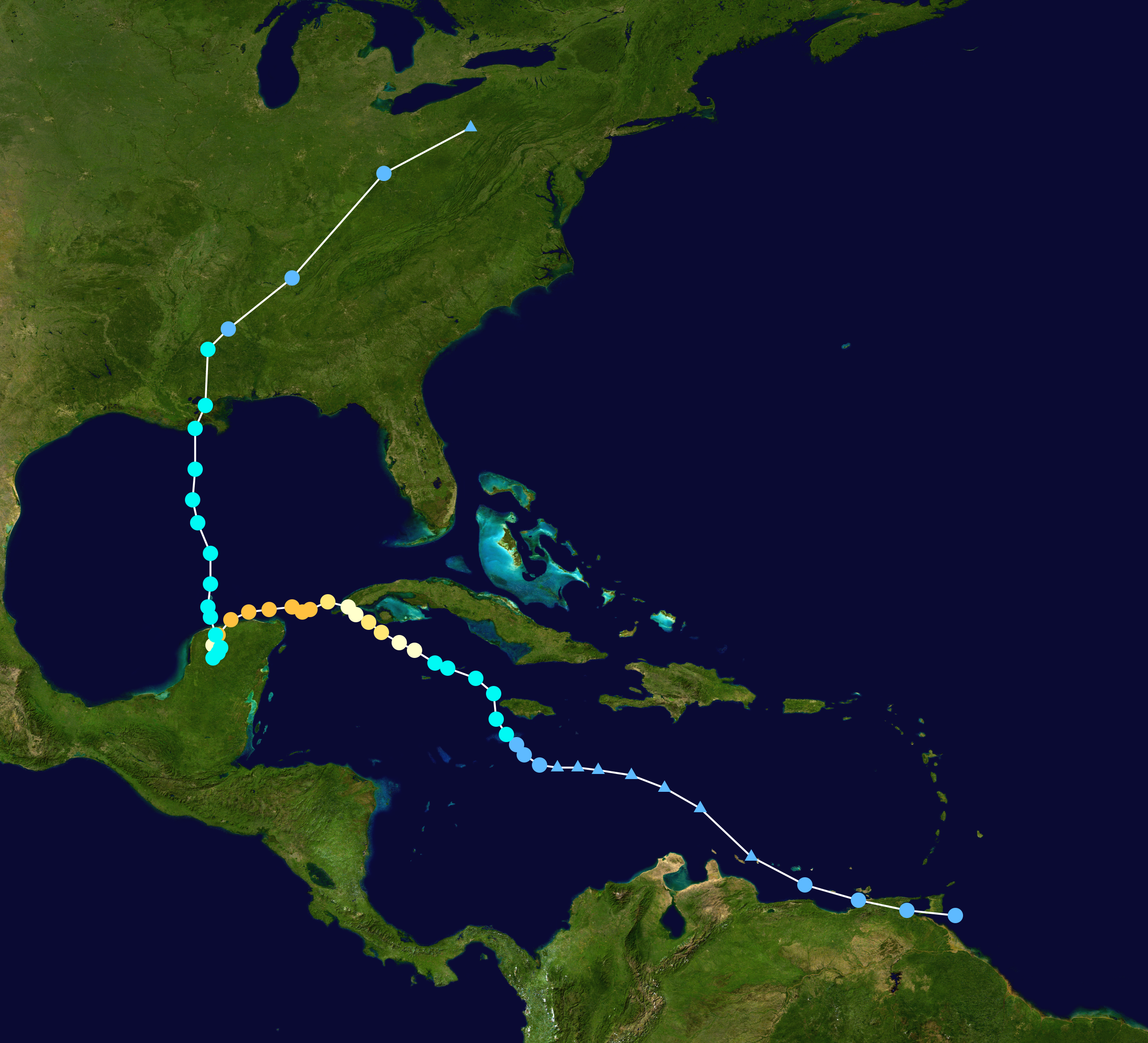
Ruta de Isidoro.

La depresión tropical N.º 10 del Atlántico se generó a partir de una onda tropical, el día 14 de septiembre de 2002 por la tarde; su región ciclogenética fue el mar Caribe, su centro de circulación se inició sobre la costa suroeste de la isla de Trinidad, a 2,950 km al este-sudeste de las costas de Quintana Roo, México, con vientos máximos sostenidos de 45 km/h, rachas de 65 km/h y presión mínima de 1009 hPa.
Después de un breve período de debilitamiento se regeneró cerca de Jamaica, y el día 18 de septiembre, después de haber cruzado la parte oriental del Caribe, se localizó a 120 km al sur de Negril, Jamaica, donde la DT-10 se desarrolló a tormenta tropical con el nombre de Isidoro, presentando vientos máximos sostenidos de 65 km/h, rachas de 85 km/h y presión mínima de 1006 hPa.
Durante el día 19, Isidoro estuvo avanzando hacia el noroeste y por la tarde, cuando se encontraba al Suroeste de Cuba y a 510 km de Cozumel, Quintana Roo, se intensificó a huracán con vientos máximos sostenidos de 120 km/h y rachas de 150 km/h, como huracán de categoría 1 en la escala Saffir-Simpson.
El día 20 en la madrugada, cuando el centro del huracán se encontraba cerca de las costas occidentales de Cuba y a 375 km al este de Cancún, Isidoro alcanzó la categoría 2 en la escala Saffir-Simpson, presentando vientos máximos sostenidos de 165 km/h y rachas de 205 km/h
El huracán Isidoro siguió su trayectoria con rumbo predominante hacia el Noroeste y posteriormente hacia el Oeste, y después de haber afectado fuertemente la parte occidental de Cuba, el día 21 por la mañana, se Localizó en la parte media del canal de Yucatán, donde alcanzó la categoría 3, a una distancia de 120 km al este-noreste de Cabo Catoche, con vientos máximos sostenidos de 185 km/h, rachas de 220 km/h y presión mínima de 955 hPa.
Durante el resto del día 21 y parte del día 22, el huracán Isidoro mantuvo una trayectoria con rumbo hacia el Oeste, desplazándose lentamente en forma paralela a la costa Norte de la península de Yucatán, cubriendo con sus bandas nubosas la región Sureste de México.
El día 22 de septiembre a las 17 (hora local), se detectó con las imágenes del radar meteorológico de Cancún, que la muralla que rodeaba al ojo del huracán golpeaba la costa norte de Yucatán. Posteriormente, el ojo del huracán Isidoro impactó sobre tierra firme, en Telchac Puerto, aproximadamente a 45 km al este de Progreso_(Yucatán), e Ixil con vientos máximos sostenidos de 205 km/h y rachas de 250 km/h. Durante el resto de este día, el centro de Isidoro se desplazó sobre tierra con rumbo suroeste, afectando con fuerte intensidad a toda la península de Yucatán, con daños catastróficos sobre los estados de Yucatán y Campeche. 
El día 23 por la mañana, en su avance sobre tierra hacia el Sur, cuando se encontraba sobre Muna entre los límites entre los Estados de Yucatán y Campeche, el huracán Isidoro se degradó a categoría 1 con vientos máximos sostenidos de 130 km/h y rachas de 155 km/h. y más tarde a tormenta tropical.Durante el resto del día el meteoro mantuvo una trayectoria errática moviéndose sobre la parte occidental de Yucatán. 
Después de describir un rizo en sentido contrario a las manecillas del reloj, sobre el Occidente del estado de Yucatán, el día 24 por la mañana, la tormenta tropical Isidoro retornó al mar, localizándose a 55 km al norte de Puerto Progreso, con vientos máximos sostenidos de 85 km/h, rachas de 100 km/h y presión mínima de 987 hPa. Isidoro se mantuvo barriendo los Estados de Yucatán y Campeche por cerca de 35 horas, 14 con fuerza de huracán y 21 horas como tormenta tropical, a esto se debe la gran devastación que causó debido a su lento y errático movimiento. En Yucatán 70 de sus 106 municipios fueron decretados Zonas de Desastre, en el vecino Estado de Campeche 7 de sus 11 municipios fueron decretados Zonas de Desastre incluida la capital donde se reportó la Destrucción del Malecón y severas inundaciones en un tramo de la Carretera Federal México 180 a la altura entre Hampolól y Tenabo
Durante los días 24 y 25, la tormenta tropical Isidoro siguió una trayectoria con rumbo predominante hacia el Norte, cruzando durante estos dos días el golfo de México, hasta acercarse frente a las costas de Luisiana y Misisipi, EE. UU.; en las últimas horas del día 25, se localizó a 200 km al sur de Nueva Orleans, Luisiana, con vientos máximos sostenidos de 100 km/h.
En la madrugada del día 26, el centro de Isidoro se localizó en territorio de los Estados Unidos, a 32 km al Suroeste de Nueva Orleans, Luisiana, aún con vientos máximos sostenidos de 100 km/h. Finalmente, por la tarde de este mismo día, cuando se encontraba a 90 km al nornoreste de Jackson, Misisipí, EE. UU., la tormenta tropical Isidoro se degradó a depresión tropical, con vientos máximos de 55 km/h, iniciando su proceso de disipación.

## Efectos registrados
La trayectoria que describió Isidoro hizo necesaria una zona de alerta, la cual se estableció por la mañana del día 20 de septiembre, desde Tulum, Q. R., hasta Progreso, Yuc. Posteriormente, de acuerdo con la evolución del ciclón, la zona de alerta se modificó varias veces, llegando a cubrir desde Cabo Catoche, Q. R. hasta Veracruz, Ver., es decir, que la máxima extensión del alertamiento fue de Tulum, Q. R. hasta Veracruz, Ver. 
El huracán Isidoro fue el primero de la temporada 2002 que entró a tierra directamente en México. Fue el primer huracán intenso (categoría III, IV o V) que golpeó directamente a México desde Huracán Pauline en octubre de 1997; del período de 1980 a 2002, solo es superado en intensidad por Gilberto, de septiembre de 1988, el cual alcanzó vientos máximos de 290 km/h. 
La amplia circulación de Isidoro abarcó casi en su totalidad el golfo de México, parte del Caribe e incluso el Pacífico Sur, originando fuerte entrada de humedad hacia la península de Yucatán y el Sureste de México.
Después de impactar en tierra el día 22, Isidoro se mantuvo por 35 horas “barriendo” los estados de Yucatán y Campeche, afectando a toda la península de Yucatán y el Sureste de México, con vientos máximos sostenidos que fueron de huracán categoría 3 (205 km/h) cuando entró a tierra a tormenta tropical (85 km/h) a su salida al mar en la madrugada del día 24. 
Durante su trayecto sobre tierra, Isidoro se mantuvo como huracán por aproximadamente 14 horas y como tormenta tropical por cerca de 21 h; a esto se agrega que se trató de un ciclón muy extenso, lo que le permitió tomar fuerza del mar, mientras se desplazaba sobre tierras prácticamente planas y sin salidas importantes hacia el mar, situación que por otra parte, favoreció grandes inundaciones, por varios días después del fenómeno. Isidoro causó importantes pérdidas en el hato ganadero y producción agrícola, interrupción del suministro de energía eléctrica y telefónica y destrucción parcial y total de viviendas.

## Registros de lluvia máxima puntual,mm
Día Lluvia Máxima en 1 hora
20 Palizada, Camp.,28.0 y Motul, Yuc., 15.0
21 Pijijiapan, Chis., Champoton, Cam., 123.4; Kantulnil Kin, QR, 62.7 y Progreso Yuc., 48.5
22 Cacaluta, Chis., 204.5, Jonuta, Tab., 200.0; Mérida, Yuc., 48.5
23 Palizada, Camp., 236.5, Arriaga, Chis., 206.0, Jonuta, Tab. y Felipe Carrillo Puerto, Q.R. 125.0 y Oxkutzcab, Yuc., 85.0
24 Campeche Camp., 227.7., Oxkutzcab, Yuc., 141.0 y Arriaga, Chis., 137.8
Por estado las acumulaciones máximas de lluvia en 96 horas fueron de: 777 mm en Campeche; 680 mm en Chiapas; 504 mm en Yucatán; 381.5 mm en Tabasco y de 250.3 mm en Quintana Roo. (En José Ma, Morelos, Q ROO se inundó la población de San Marcos, pueblo entero quedó bajo el agua a consecuencias del Huracán Isidoro.
Los vientos registrados en el lugar de impacto del huracán, en Telchac Puerto, debieron alcanzar su máxima intensidad de categoría 3 con 205 km/h.Durante su máxima intensidad, justo en el norte de la península de Yucatán, la estructura del huracán fue asimétrica, registrándose vientos medidos por el avión de reconocimiento de la NOAA de hasta 110 nudos (205 km/h) con una extensión de 55 km en el semicírculo sur y de hasta 85 km en el semicírculo norte. Después del impacto en tierra, por la fricción con el terreno la configuración y estructura del huracán fue irregular.
El huracán Isidoro desarrolló su trayectoria en 288 horas, tiempo en el que recorrió una distancia aproximada de 3,490 km a una velocidad promedio de 12 km/h. Este décimo ciclón de la temporada, fue el primero de la temporada que entró a tierra por el lado del Atlántico, afectando la península de Yucatán y el Sureste del país.
Los vientos registrados cada hora en la estación meteorológica del Aeropuerto de Mérida, Yucatán, denotaron una fuerte a muy fuerte intensidad (fuerza 6 a 7 en la escala de Beufort) a partir de las 14.00 (18 GMT) del día 22 hasta las 4.00 (09 GMT) del día 23, con vientos de 46 a 54 km/h. La máxima intensidad del viento se alcanzó entre las 17 y las 19  (22 y 00 GMT) justo durante el paso de la muralla y el ojo del huracán (a 25 km de Mérida) con vientos sostenidos de 72 a 79 km/h con rachas de hasta 159 km/h.
La caída de la presión barométrica fue más notoria a partir de las 13.00 (18 GMT) del día 22 con 990,9 hPa y hasta las 7.00 (12 GMT) del día 23, cuando comienza el ascenso gradual con 987.1 hPa. El valor más bajo de la presión fue a las 19 (00 GMT) del 22 de septiembre con 969.9 hPa, coincidiendo con la mayor fuerza de los vientos (79 km/h con rachas de 129 km/h). Una segunda caída de la presión se registró entre las 3 y las 5  (08 y 10 GMT) del día 23, correspondiendo al rizo en la trayectoria seguida por Isidoro.
La dirección del viento a partir de las 19.00 del día 22 y hasta las 19.00 del día 23 fue del noroeste, cambiando a vientos de componente norte entre las 20 y las 23 (01 y 04 GMT), virando bruscamente a vientos del noreste a partir de la medianoche.

## Tabla de Evolución de Isidoro (2002/A10)
Etapa Fecha
Depresión Tropical 14 septiembre (21 GMT)
Onda Tropical 15 septiembre (15 GMT)
Depresión Tropical 17 septiembre (15 GMT)
Tormenta Tropical 18 septiembre (09 GMT)
Huracán 19 septiembre (21 GMT)
Tormenta Tropical 23 septiembre (12 GMT)
Depresión Tropical 26 septiembre (21 GMT)

## Resumen de Isidoro (2002/A10)
- Recorrido total 3490 km
- Tiempo de duración 288 h
- Intensidad máxima de vientos 205 km/h (sep 21-22)
- Presión mínima central 934 hPa (sep 22)
- Distancia más cercana a costas nacionales Impacto en tierra 21 sep (22 GMT) Telchac Puerto, Yucatán
- Tipo de afectación directa: Yucatán, Campeche, Quintana Roo, Tabasco y Chiapas.

- Datos: Q723307
- Multimedia: Hurricane Isidore / Q723307